# Jandrei
Jandrei Chitolina Carniel (ur. 1 marca 1993 w Itaqui) – brazylijski piłkarz pochodzenia włoskiego występujący na pozycji bramkarza, od 2022 roku zawodnik São Paulo.